# فهرست فرودگاه‌ها بر پایه کد ایکائو: E
فهرست فرودگاه‌ها بر پایه کد فرودگاهی ایکائو: A - B - C - D - E - F - G - H - I - J - K - L - M - N - O - P - Q - R - S - T - U - V - W - X - Y - Z
ببینید: فهرست فرودگاه‌ها بر پایه کد یاتا
نحوهٔ چینش اطلاعات:
- ایکائو؛ (یاتا)؛ نام فرودگاه؛ مکان فرودگاه

## EB -بلژیک
همچنین رده و فهرست را ببینید.
- EBAM – فرودگاه صحرایی مووگیس
- EBAR – Arlon Sterpenich Ulmodrome
- EBAW (ANR) – فرودگاه بین‌المللی آنتورپ – آنتورپ / Deurne
- EBBE – پایگاه هوایی بووشن – بووشن
- EBBL – پایگاه هوایی په – په (بلژیک)
- EBBR (BRU) – فرودگاه بروکسل – بروکسل / زوانتم
- EBBT – Brasschaat Airfield – براسخات
- EBBX – پایگاه هوایی یهنویل – برتریکس
- EBBY – Baisy-Thy Ulmodrome
- EBBZ – Buzet Ulmodrome
- EBCI (CRL) – فرودگاه بروکسل جنوب شرلروآ – شارلروآ
- EBCF – Cerfontaine Airfield – سرفونتن (بلژیک)
- EBCV – پایگاه هوایی شیور (U.S. Air Force) – شیور
- EBDT - Schaffen Airfield - دیه (بلژیک)
- EBFN – پایگاه هوایی کوکسیژد – کوکسیژد
- EBFS – فلورن پایگاه هوایی – فلورن
- EBGB – فرودگاه صحرایی گریمبرگن – گریمبرژان
- EBHN – فرودگاه صحرایی ستبروئک – ستبروئک
- EBKH – فرودگاه بالن-کیهوول – Balen-Keiheuvel
- EBKT (KJK) – فرودگاه بین‌المللی کورتریک-وولگم – کورتریک / Wevelgem
- EBLG (LGG) – فرودگاه لیژ – استان لیژ
- EBLE – Beverlo Airfield – لئوپولدزبورگ
- EBMB – پایگاه هوایی ملسبروک – بروکسل
- EBNM – فرودگاه نامور-سوارلی – نمور (بلژیک)
- EBOS (OST) – فرودگاه بین‌المللی اوستند-بروگس – اوستنده
- EBSG – Saint-Ghislain Airfield – سن-گیزلن
- EBSH – Saint-Hubert Airfield – سن-اوبر (بلژیک)
- EBSL – Zutendaal AB – زوتاندل
- EBSP – La Sauveniere Airfield – سپه (بلژیک)
- EBST – Sint-Truiden AB – سن‌روئیدان
- EBSU – پایگاه هوایی سنت هاوبرت – سن-اوبر (بلژیک)
- EBTN – Goetsenhoven AB – تیئنان
- EBTX – Verviers Theux Airfield – تو (بلژیک)
- EBTY – Maubray Airfield – تورنه
- EBUL – Ursel AB – Ursel
- EBWE – پایگاه هوایی ویلده – Weelde
- EBZH (QHA) – Kiewit Airfield – اسلت
- EBZR (OBL) – فرودگاه رئورسل-اوستامل - زوئرسل / Oostmalle
- EBZW – Zwartberg Airfield – ژانک

## ED ET -آلمان
همچنین رده و فهرست را ببینید.

### ED - Civil airports
- EDAC (AOC) – فرودگاه لایپزیگ-آلتنبورگ – آلتنبورگ/لایپزیگ
- EDAD – Flugplatz Dessau – دسائو
- EDAH – Flughafen Heringsdorf – Heringsdorf
- EDAP – فرودگاه کتبوس – کتبوس
- EDAV - Flugplatz Finow - Finow
- EDAX – Lärz/Rechlin Airport – Rechlin
- EDAY (QPK) – Flugplatz Strausberg – اشتراوسبرگ، براندنبورگ
- EDBC (CSO) - Magdeburg/Cochstedt Airport - ماگدبورگ
- EDBG (GWW) - فرودگاه نیروی هوایی سلطنتی گاتو - Berlin-Gatow (closed for public traffic in 1994)
- EDBH (BBH) - Stralsund Barth Airport - بارث، آلمان، مکلنبورگ-فورپومرن
- EDBM (ZMG) - Flugplatz Magdeburg - ماگدبورگ
- EDCD (CBU) – فرودگاه کتبوس-درویتس – کتبوس
- EDCP – فرودگاه صحرایی پینه‌موند
- EDCI – فرودگاه صحرایی کلیکس - بواتزن
- EDDB (SXF) – فرودگاه برلین شونفلد (to be expanded and renamed فرودگاه برلین برندنبورگ in 2013) – برلین
- EDDC (DRS) – فرودگاه درسدن – درسدن
- EDDE (ERF) – فرودگاه ارفورت-وایمار – ارفورت
- EDDF (FRA) – فرودگاه بین‌المللی فرانکفورت – فرانکفورت
- EDDG (FMO) – فرودگاه بین‌المللی مانستر اوسنابروک – گرفن (وستفالن)
- EDDH (HAM) – فرودگاه هامبورگ – هامبورگ
- EDDI (THF) – فرودگاه برلین تمپل‌هوف (closed in 2008) – برلین
- EDDK (CGN) – فرودگاه کلن بن – کلن/بن
- EDDL (DUS) – فرودگاه بین‌المللی دوسلدورف – دوسلدورف
- EDDM (MUC) – فرودگاه مونیخ (Franz Josef Strauß International Airport) – مونیخ
- EDDN (NUE) – فرودگاه نورمبرگ – نورنبرگ
- EDDP (LEJ) – فرودگاه لایپزیگ/هال – لایپزیگ/هاله (شهر)
- EDDR (SCN) – فرودگاه زاربروکن – زاربروکن
- EDDS (STR) – Stuttgart Echterdingen Airport – اشتوتگارت
- EDDT (TXL) – فرودگاه برلین تگل (closing in 2013 ?) – برلین
- EDDV (HAJ) – فرودگاه هانوفر-لانگنهاگن – هانوفر
- EDDW (BRE) – فرودگاه برمن – برمن
- EDFB - Flugplatz Reichelsheim - رایشلزهایم (وتراو)
- EDFC - Aschaffenburg Airport
- EDFE (QEF) – فرودگاه فرانکفورت اگلسباخ – فرانکفورت
- EDFH (HHN) – فرودگاه فرانکفورت-هان – راینلاند-فالتس
- EDFM (MHG) – فرودگاه شهری مانهایم – مانهایم
- EDFQ – فرودگاه آلندورف – الیندراف، والدک-فرانکنبرگ
- EDFZ (QMZ) – Mainz-Finthen – ماینتس
- EDGE - Flugplatz Eisenach-Kindel - Hörselberg-Hainich
- EDGO - Oedheim HEL - Oedheim
- EDGP - Oppenheim Airport - اپن‌هایم
- EDGS (SGE) – فرودگاه سیگرلند – Burbach
- EDGX – Sonderlandeplatz Walldorf – والدورف
- EDHE – فرودگاه اوترزن – Heist
- EDHG – Sonderlandeplatz Lüneburg – لونبورگ
- EDHI (XFW) – فرودگاه هامبورگ فینکن‌وردر – هامبورگ
- EDHK (KEL) – فرودگاه کیل – کیل
- EDHL (LBC) – فرودگاه لوبک – لوبک
- EDHS – Sonderlandeplatz Stade – اشتدته
- EDIU (HDB) – Heidelberg Airport – هایدلبرگ
- EDJA – Allgäu Airport – ممینگن
- EDKA (AAH) – فرودگاه مرتسبروک – آخن
- EDKB – Bonn-Hangelar Airport – زانکت آگستین
- EDKL – Leverkusen Airport – لورکوزن
- EDKU – Attendorn-Finnentrop – Finnentrop
- EDKV – Dahlemer Binz Airport – Dahlem
- EDLC – کمپ-لینتفورت – Wesel
- EDLD – Flugplatz Schwarze Heide – دینزلاکن
- EDLG – Goch-Asperden Airport – گخ
- EDLK (QKF) – Krefeld-Egelsberg Airport – کرفلد
- EDLN (MGL) – فرودگاه دوسلدورف-مونشنگلادباخ – مونشن‌گلادباخ
- EDLP (PAD) – فرودگاه پادربورن لیپشتات – پادربورن / لیپ‌اشتات
- EDLR – Paderborn Haxterberg – پادربورن
- EDLS – فرودگاه استادتلوهن-وردن – اشتات‌لون
- EDLV (NRN) – فرودگاه ویزه (formerly فرودگاه ویزه) – Weeze
- EDLW (DTM) – فرودگاه دورتموند – دورتموند
- EDLX – Wesel-Römerwardt Airport – وزل
- EDLZ – Soest Bad Sassendorf Airport – زوئست، آلمان / Bad Sassendorf
- EDME - Flugplatz Eggenfelden - فارکیرشن
- EDMO (OBF) - Oberpfaffenhofen Airport - Oberpfaffenhofen
- EDNY (FDH) – Bodensee Airport – فریدریش‌هافن
- EDMA (AGB) – فرودگاه آوگسبورگ – آوگسبورگ
- EDMQ – Donauwörth Airport – Genderkingen
- EDMS (RBM) - فرودگاه اشتراوبینگ والموهله - اشتراوبینگ
- EDMT - Tannkosh - Flugplatz Tannheim
- EDMV - Flugplatz Vilshofen - فیلزهوفن
- EDOJ – Lüsse – Lüsse
- EDOP (SZW) – Schwerin-Parchim Airport – پارشیم
- EDQC - Coburg-Brandensteinsebene - کوبورگ
- EDQD (BYU) – فرودگاه بیندلاچر برگ (Bayreuth Airport) – بایرویت
- EDQE - Burg Feuerstein
- EDQG - گیبل‌شتات
- EDQH - هرتسوگن‌آوراخ
- EDQM (HOQ) – Hof-Plauen Airfield – هوف، آلمان/پلاون
- EDRB (BBJ) – فرودگاه بیتبورگ – بیتبورگ
- EDRI – Linkenheim Airport – Linkenheim-Hochstetten
- EDRK – Koblenz Winningen – Winningen، Mosel
- EDRT (ZQE) - فرودگاه تریر-فورن - تری‌یر
- EDRY (ZQC) - Flugplatz Speyer - اشپیر
- EDRZ (ZQW) – Zweibrücken Airport – تسوایبروکن
- EDSB (FKB) – محله هوایی بادن – بادن-بادن / کارلسروهه
- EDTD (ZQL) - Flugplatz Donaueschingen-Villingen - دوناشینگن
- EDTF (QFB) - Flugplatz Freiburg - فرایبورگ
- EDTG - Airport Bremgarten - Bremgarten
- EDTL (LHA) - فرودگاه بلک فورست - لار، بادن-وورتمبرگ
- EDTM - Flugplatz Mengen-Hohentengen - منگن، آلمان
- EDTQ - Pattonville Airfield - Pattonville
- EDTY – Adolf Würth Airport – شوابیش هال
- EDTX – Weckrieden – شوابیش هال
- EDVK (KSF) – فرودگاه کاسل کالدن – کاسل
- EDWB (BRV) – فرودگاه برمرهافن – برمرهافن
- EDWC - Flugplatz Damme - دامه (منطقه وشتا)
- EDWH - Flugplatz Oldenburg-Hatten - هاتن
- EDWI (WVN) - JadeWeserAiport - Wilhelmshaven-Mariensiel
- EDWS (NOD) - Norden-Norddeich Airport - نوردن (فریزیای شرقی)، نیدرزاکسن
- EDXB (HEI) - فرودگاه هاید-بوسوم - هایده (اشلسویگ-هولشتاین)
- EDXH (HGL) – فرودگاه هلیگولند – هلیگولند
- EDXM – St. Michaelisdonn – St. Michaelisdonn
- EDXW (GWT) – فرودگاه سایلت – Westerland، زیلت

### ET - فرودگاه‌های نظامی
- ETAD (SPM) – پایگاه هوایی اسپنگدالم – Spangdahlem
- ETAR (RMS) – پایگاه هوایی رامشتاین – رام‌اشتاین-میزنباخ
- ETEJ – Bamberg Breitenau – بامبرگ
- ETHA – پایگاه هوایی آلتنشتات – Altenstadt
- ETHB – Bückeburg Army Base – بوکبرگ
- ETHC (ZCN) – پایگاه هوایی سله – سله
- ETHE (ZPQ) – پایگاه هوایی راین – راین (آلمان)
- ETHF (FRZ) – Fritzlar Army Base – فریتزلار
- ETHL – Laupheim Army Base – لاوپهایم
- ETHM – Mendig Army Base – Niedermendig
- ETHR – Roth Army Base – روث بای نورنبرگ
- ETHS – پایگاه هوایی فاسبرگ – Faßberg
- ETHT – پایگاه هوایی کتبوس – کتبوس
- ETIN (KZG) – فرودگاه کیتزینگن (former Kitzingen Army Airfield, closed in 2007) – کیتسینگن، بایرن
- ETMN (FCN) – Nordholz Naval Air Station – Nordholz
- ETND – Diepholz Air Base – دیپهولز
- ETNG (GKE) – پایگاه هوایی ناتو در گایلن‌کیرشن – گایلن‌کیرشن
- ETNH – Hohn Air Base – Hohn
- ETNJ – Jever Air Base – شرتنز
- ETNL (RLG) – فرودگاه روستوک-لاگه – روستوک
- ETNN – Nörvenich Air Base – Nörvenich
- ETNP – Hopsten Air Base – Hopsten
- ETNS (WBG) – Schleswig Air Base – Schleswig
- ETNT – Wittmundhafen Air Base – ویتموند
- ETNU (FNB) – فرودگاه نوی‌براندنبورگ – نویبرندنبورگ
- ETNW – Wunstorf Air Base – وونستورف
- ETOR – Coleman Army Airfield – مانهایم
- ETOU – Wiesbaden Army Airfield – ویسبادن
- ETSA – پایگاه هوایی لاندسبرگ-لچ – لندزبرگ آم لش
- ETSB – پایگاه هوایی بوشل – Büchel / کوشم
- ETSE – پایگاه هوایی اردینگ – اردینگ
- ETSF (FEL) – پایگاه هوایی فورستنفلدبروک – فورستنفلدبروک
- ETSH – پایگاه هوایی هولتسدورف – یسن (الشتر)
- ETSI (IGS) – Ingolstadt Manching Airport – اینگولشتات
- ETSL – پایگاه هوایی لچفیلد – Lechfeld
- ETUL (LRC) – RAF Laarbruch – Weeze (closed in 1999, now فرودگاه ویزه, NRN/EDLV)
- ETUO (GUT) – فرودگاه نیروی هوایی سلطنتی گوترسلو – گوترزلوه (closed in 1993)
- ETUR (BGN) – فرودگاه نیروی هوایی سلطنتی بروگن – Brüggen (closed in 2001)
- ETWM – Meppen Air Base – مپن

## EE -استونی
همچنین رده و فهرست را ببینید.
- EECL - بالگردگاه لیناهال تالین - تالین
- EEEI – پایگاه هوایی آماری – Ämari
- EEHU – فرودگاه صحرایی هآپسالو – هاپسالو
- EEJI – Jõhvi Airfield – یووی
- EEKA (KDL) – فرودگاه کاردلا – کاردلا
- EEKE (URE) – فرودگاه کورسار – کورساره
- EEKU – Kihnu Airfield – Kihnu
- EELU – Lyckholm Airfield – Saare
- EENI – فرودگاه صحرایی نورمسی – Nurmsi
- EENA – Narva Airfield – ناروا
- EEPR – Piirissaare Airfield – Piirissaar
- EEPU (EPU) – فرودگاه پارنو – پارنو
- EERA – Rapla Airfield – رپلا
- EERI – مرکز هوایی ریدالی –  Ridali
- EERU – Ruhnu Airfield – روهنو
- EETA – فرودگاه تاپا – Tapa
- EETN (TLL) – فرودگاه لنارت مری تالین – تالین
- EETR – فرودگاه صحرایی رادی – تارتو
- EETU (TAY) – فرودگاه تارتو – تارتو
- EEVI – Viljandi Airfield – ویلیاندی

## EF -فنلاند
همچنین رده و فهرست را ببینید.
- EFAH – فرودگاه صحرایی اهموسو – Ahmosuo
- EFAL – فرودگاه صحرایی آلاووس – الاواس
- EFET (ENF) – فرودگاه انونتکیو – Enontekiö
- EFEU – فرودگاه صحرایی اورا – Eura
- EFFO – فرودگاه صحرایی فورسا – فورسا (فنلاند)
- EFHA (KEV) – فرودگاه هال بیچ – Kuorevesi
- EFHE - بالگردگاه هرنساری - هلسینکی
- EFHF (HEM) – فرودگاه هلسینکی-مالمی – هلسینکی
- EFHK (HEL) – فرودگاه هلسینکی – وانتا
- EFHM – فرودگاه صحرایی همینکورو – Hämeenkyrö
- EFHN – فرودگاه صحرایی هانکو (فرودگاه صحرایی هانکو) – Hanko ( Hangö )
- EFHV (HYV) – فرودگاه صحرایی هیوینکا – Hyvinkää
- EFIK – Kiikala Airport – Kiikala
- EFIL (SJY) – فرودگاه سینایوکی – سینایوکی / Ilmajoki
- EFIM – فرودگاه صحرایی ایمولا – Immola
- EFIT (KTQ) – فرودگاه صحرایی کیتی – Kitee
- EFIV (IVL) – فرودگاه ایوالو – Ivalo / ایناری
- EFJM – فرودگاه صحرایی یامیاروی – Jämijärvi
- EFJO (JOE) – فرودگاه یوئنسو – یوئنسو / Liperi
- EFJY (JYV) – فرودگاه یواسکیلا – Jyväskylän maalaiskunta
- EFKA (KAU) – فرودگاه کاهاوا – Kauhava
- EFKE (KEM) – فرودگاه کمی تورنیو – Kemi / Tornio
- EFKI (KAJ) – فرودگاه کایانی – کایانی
- EFKJ (KHJ) – پایگاه هوایی کاهایوکی – Kauhajoki
- EFKK (KOK) – فرودگاه کوکولا-پیتارساری – Kronoby
- EFKM – فرودگاه صحرایی کمی‌یاروی – Kemijärvi
- EFKO – فرودگاه صحرایی کالایوکی – Kalajoki
- EFKS (KAO) – فرودگاه کوسامو – کوسامو
- EFKT (KTT) – فرودگاه کیتیلا – کیتیلا
- EFKU (KUO) – فرودگاه کوپیو – کووپیو / Siilinjärvi
- EFKV – فرودگاه صحرایی کیوی‌یاروی – Kivijärvi
- EFKY – فرودگاه صحرایی کیمی – Kymi
- EFLA – Vesivehmaa Airport – لاختی
- EFLP (LPP) – فرودگاه لاپنرانتا – لاپرنتا
- EFMA (MHQ) – فرودگاه ماریاهام – ماریهام
- EFME – Menkijärvi Airport – Menkijärvi
- EFMI (MIK) – فرودگاه میکلی – میکلی
- EFNU – Nummela Airport – Nummela
- EFOU (OUL) – فرودگاه اولو – Oulunsalo
- EFPI – Piikajärvi Airport – Piikajärvi
- EFPK – فرودگاه صحرایی پییکساماکی – Pieksämäki
- EFPO (POR) – فرودگاه پوری – پوری
- EFPU – فرودگاه صحرایی پوداسیاروی – Pudasjärvi
- EFPY – فرودگاه صحرایی پیهاسالمی – Pyhäsalmi
- EFRH – پایگاه هوایی راهی-پاسیوکی – Raahe
- EFRN – پایگاه هوایی رانتاسالمی – Rantasalmi
- EFRO (RVN) – فرودگاه رونیمی – رووانیمی
- EFRU – پایگاه هوایی راونا – Ranua
- EFRV – فرودگاه صحرایی کیوروسی – Kiuruvesi
- EFRY – پایگاه هوایی رایسکالا – Räyskälä
- EFSA (SVL) – فرودگاه سونلینا – Savonlinna
- EFSE – Selänpää Airport – Selänpää
- EFSI (SJY) – فرودگاه سینایوکی – سینایوکی
- EFSO (SOT) – فرودگاه سودانکیلا – Sodankylä
- EFTP (TMP) – فرودگاه تامپری-پریکالا – تامپری / Pirkkala
- EFTS – Teisko Airport – Teisko
- EFTU (TKU) – فرودگاه تورکو – تورکو
- EFUT (UTI) – فرودگاه اوتی – Utti / Valkeala
- EFVA (VAA) – فرودگاه واسا – واسا
- EFVR (VRK) – فرودگاه وارکائوس – ورکوس / Joroinen
- EFYL (YLI) – فرودگاه یلیویسکا – Ylivieska

## EG -بریتانیا(and British Crown dependencies)
همچنین رده و فهرست را ببینید.
دیگر رده‌ها: رده:فرودگاه‌های انگلستان، رده:فرودگاه‌های ایرلند شمالی، رده:فرودگاه‌های اسکاتلند، رده:فرودگاه‌های ولز
- EGAA (BFS) – فرودگاه بین‌المللی بلفاست – بلفاست، ایرلند شمالی
- EGAB (ENK) – فرودگاه انیسکیلن\سنت آنجلو – Enniskillen، ایرلند شمالی
- EGAC (BHD) – فرودگاه شهری جورج بست بلفاست – بلفاست، ایرلند شمالی
- EGAD – فرودگاه نیوتاون‌اردز – Newtownards، ایرلند شمالی
- EGAE (LDY) – فرودگاه دری (ایرلند شمالی) – دری (ایرلند شمالی)، ایرلند شمالی
- EGAR – فرودگاه تحقیقاتی روثرا – Adelaide Island، جنوبگان
- EGBB (BHX) – فرودگاه بیرمنگام – بیرمنگام، انگلستان
- EGBC – بالگردگاه چلتنم ریسکرس – Cheltenham Racecourse، انگلستان
- EGBD – فرودگاه صحرایی داربی – داربی، انگلستان، انگلستان
- EGBE (CVT) – فرودگاه کاونتری – کاونتری، انگلستان
- EGBG – فرودگاه لیسستر – لستر، انگلستان
- EGBJ (GLO) – فرودگاه گلاسترشایر – Staverton، انگلستان
- EGBK (ORM) – فرودگاه سایول – نورث‌همپتون، انگلستان
- EGBM – فرودگاه تاتنهیل – Tatenhill، انگلستان
- EGBN (NQT) – فرودگاه ناتینگهام – ناتینگهام، انگلستان
- EGBO – فرودگاه ولورهمپتون – ولورهمپتون، انگلستان
- EGBP – فرودگاه کاتسوولد – Kemble، انگلستان
- EGBS – فرودگاه شوبدان – لمستر، انگلستان
- EGBT – فرودگاه تروستن – Turweston، انگلستان
- EGBV – بالگردگاه سیلورستون – سیلورستون، انگلستان
- EGBW – فرودگاه ولسبورن ماونتفورد – Wellesbourne، انگلستان
- EGCA – فرودگاه صحرایی کوول استن – Coal Aston، انگلستان
- EGCB – فرودگاه منچستر سیتی – منچستر، انگلستان
- EGCC (MAN) – فرودگاه منچستر – منچستر، انگلستان
- EGCD – فرودگاه وودفورد – Stockport، انگلستان
- EGCF – فرودگاه سندتفت – اسکان‌ثورپ، انگلستان
- EGCG – Strubby Airfield – Strubby، انگلستان
- EGCI – Doncaster Airfield (closed 1992) – دونکستر، انگلستان
- EGCJ – فرودگاه شربورن-این-المت – Sherburn-in-Elmet، انگلستان
- EGCK – فرودگاه کائرنارفون – کرناروون، ولز
- EGCL – فرودگاه صحرایی فنلند – Spalding، انگلستان
- EGCN (DSA) – فرودگاه دونکاستر شفیلد رابین هود – یورک‌شایر جنوبی، انگلستان
- EGCO – Southport Birkdale Sands Airport – ساوت‌پورت، انگلستان
- EGCR - فرودگاه کرویدون (Closed 30 September 1959) - لندن، انگلستان
- EGCS – فرودگاه استورگیت – لینکلن، انگلستان، انگلستان
- EGCV – فرودگاه صحرایی اسلیپ – شروزبری، انگلستان
- EGCW – فرودگاه ولز – Welshpool، ولز
- EGDC – فرودگاه رویال مرینس بیس چیونر – Braunton، انگلستان
- EGDJ (UPV) – فرودگاه نیروی هوایی سلطنتی اوپاون – Upavon، انگلستان
- EGDL (LYE) – فرودگاه نیروی هوایی سلطنتی لینهام – ویلتشایر، انگلستان
- EGDM – فرودگاه وزارت دفاع بریتانیا در باسکامب داون – آمسبوری، انگلستان
- EGDN – Airfield Camp Netheravon – Netheravon، انگلستان
- EGDO – فرودگاه صحرایی پریداناک – Mullion، انگلستان
- EGDP – RNAS Portland Heliport – Portland Harbour، انگلستان
- EGDR – فرودگاه آران‌ای‌اس کالدروس – هلستون، انگلستان
- EGDS – Salisbury Plain Airport – Bulford، انگلستان
- EGDT – Wroughton Airport – Wroughton، انگلستان
- EGDV – Hullavington Airport – Hullavington، انگلستان
- EGDW – فرودگاه نیروی هوایی سلطنتی مریفیلد – یئوویل، انگلستان
- EGDX (DGX) – فرودگاه وزارت دفاع بریتانیا در سنت آتان – St Athan، ولز
- EGDY (YEO) – مرکز نیروی هوایی نیوزیلند در یویلتون – یئوویل، انگلستان
- EGEA - Aberdeen (Culter Helipad) - ابردین، اسکاتلند
- EGEC (CAL) – فرودگاه کمبلتاون – Campbeltown، اسکاتلند
- EGED (EOI) – فرودگاه اروز – Eday، اسکاتلند
- EGEF (FIE) – فرودگاه فیرآیل – Fair Isle، اسکاتلند
- EGEH (WHS) – Whalsay Airport – Whalsay، اسکاتلند
- EGEN (NRL) – فرودگاه نورث رونالدسی – North Ronaldsay، اسکاتلند
- EGEO (OBN) – فرودگاه اوبان – اوبان، اسکاتلند
- EGEP (PPW) – فرودگاه پاپا وست‌ری – Papa Westray، اسکاتلند
- EGER (SOY) – فرودگاه استرونسی – Stronsay، اسکاتلند
- EGES (NDY) – فرودگاه سندی – Sanday، اسکاتلند
- EGET (LWK) – فرودگاه تینگوال – لرویک، اسکاتلند
- EGEW (WRY) – فرودگاه وستری – Westray، اسکاتلند
- EGFA – فرودگاه آبرپورت – Cardigan، ولز
- EGFC – Cardiff Heliport – کاردیف، ولز
- EGFE (HAW) – فرودگاه هاورفردوست – Haverfordwest، ولز
- EGFF (CWL) – فرودگاه کاردیف – کاردیف، ولز
- EGFH (SWS) – فرودگاه سوانزی – سوانزی، ولز
- EGFP – فرودگاه پمبری – Pembrey، ولز
- EGGD (BRS) – فرودگاه بریستول – بریستول، انگلستان
- EGGP (LPL) – فرودگاه جان لنون لیورپول – لیورپول، انگلستان
- EGGW (LTN) – فرودگاه لوتن لندن – لندن، انگلستان
- EGHA – فرودگاه صحرایی کامپتون اباس – شافتسبوری، انگلستان
- EGHB – Maypole Airfield –  Maypole, Kent ، انگلستان
- EGHC (LEQ) – فرودگاه لاندس اند – سنت جاست-این-پنویث، انگلستان
- EGHD (PLH) – فرودگاه پلیموث سیتی – پلیموث، انگلستان (closed 2011)
- EGHE (ISC) – فرودگاه سنت مری (جزیره سیسیلی) – St. Mary's، انگلستان
- EGHG – فرودگاه یئوویل وستلند – یئوویل، انگلستان
- EGHH (BOH) – فرودگاه بورنموث – بورنموث، انگلستان
- EGHI (SOU) – فرودگاه ساوت‌همپتون – ساوت‌همپتون، انگلستان
- EGHJ (BBP) – فرودگاه بمبریج – ساندون، انگلستان
- EGHK (PZE) – فرودگاه هلیکوپتر پنزنس – پنزانس، انگلستان
- EGHL (QLA) – فرودگاه صحرایی لاشام – باسینگستوک، انگلستان
- EGHN – فرودگاه جزیره ویگهت/ساندون – ساندون، انگلستان
- EGHO – فرودگاه تراکستون – Andover، انگلستان
- EGHP – فرودگاه صحرایی پروهام – Popham، انگلستان
- EGHQ (NQY) - فرودگاه نیوکوئی کورنوال - St Mawgan، کورن‌وال، انگلستان
- EGHR – Chichester (Goodwood) Airfield – چیچستر، انگلستان
- EGHS – Henstridge Airfield – Henstridge، انگلستان
- EGHT – بالگردگاه ترسکو – Tresco، انگلستان
- EGHU – فرودگاه صحرایی ایگل اسکات – گریت تورینگتون، انگلستان
- EGHY – فرودگاه ترورو – ترورو، انگلستان
- EGJA (ACI) – فرودگاه الدرنی – آلدرنی، جزیره‌های مانش
- EGJB (GCI) – فرودگاه گوئرنزی – گرنزی، جزیره‌های مانش
- EGJJ (JER) – فرودگاه جرزی & فرودگاه جرزی – جرزی، جزیره‌های مانش
- EGKA (ESH) – فرودگاه شوهام – شورهام-بای-سی، انگلستان
- EGKB (BQH) – فرودگاه لندن بیگین هیل – لندن، انگلستان
- EGKE – Challock Airport – Challock، انگلستان
- EGKF – RNAS Ford (closed) – Ford، انگلستان
- EGKG – بالگردگاه گودوود ریسکرس – Goodwood Racecourse، انگلستان
- EGKH – فرودگاه لاشندن – میدنستون، انگلستان
- EGKK (LGW) – فرودگاه گاتویک – لندن، انگلستان
- EGKR (KRH) – فرودگاه ردهیل – ردهیل، سوری، انگلستان
- EGLA – فرودگاه صحرایی بودمین – بودمین، انگلستان
- EGLC (LCY) – فرودگاه لندن سی‌تی – لندن، انگلستان
- EGLD – فرودگاه دنهام – Gerrards Cross، انگلستان
- EGLF (FAB) – فرودگاه فارنبورو – Farnborough، انگلستان
- EGLG – فرودگاه آبی پانشانگر – هرتفورد، انگلستان
- EGLJ – فرودگاه صحرایی چالگروو – آکسفورد، انگلستان
- EGLK (BBS) – فرودگاه بلکبوشه – Camberley، انگلستان
- EGLL (LHR) – فرودگاه هیترو لندن – لندن، انگلستان
- EGLM – فرودگاه وایت والت‌هام – White Waltham، انگلستان
- EGLP - فرودگاه صحرایی بریمپتون - Upper Bucklebury - انگلستان
- EGLS – فرودگاه صحرایی اولد سروم – سالزبری، انگلستان
- EGLT – بالگردگاه اسکات ریسکورس – Ascot Racecourse، انگلستان
- EGLW – بالگردگاه لندن – لندن، انگلستان
- EGMA – Fowlmere Airport – کمبریج، انگلستان
- EGMC (SEN) – فرودگاه جنوبی لندن – ساوتند-آن-سی، انگلستان
- EGMD (LYX) – فرودگاه لید – لید، کنت، انگلستان
- EGMH (MSE) – فرودگاه بین‌المللی کنت – کنتربری، انگلستان
- EGMJ – فرودگاه صحرایی لیتل گرنزدن – سنت نئوتز، انگلستان
- EGMK (LYM) - فرودگاه لیمپنه - Lympne, Kent, انگلستان
- EGML – فرودگاه دامینس هال – آپمینستر، انگلستان
- EGMT - Thurrock Aerodrome - Thurrock، انگلستان
- EGNA – فرودگاه صحرایی هاکنال – ناتینگهام، انگلستان
- EGNB – فرودگاه برو – Brough، انگلستان
- EGNC (CAX) – فرودگاه منطقه کارلایل لیک – کارلایل، انگلستان
- EGNE (RGA) – فرودگاه رتفورد گمستون – رتفورد، انگلستان
- EGNF – فرودگاه صحرایی نترثورپ – وورکساپ، انگلستان
- EGNG – Bagby airfield – Bagby، انگلستان
- EGNH (BLK) – فرودگاه بین‌المللی بلکپول – بلک‌پول، انگلستان
- EGNJ (HUY) – فرودگاه هامبرساید – کینگستن هال، انگلستان
- EGNL (BWF) – فرودگاه باروو/والنی آیلند – باوو-این-فورنس، انگلستان
- EGNM (LBA) – فرودگاه بین‌المللی لیدز برادفورد – یورکشایر غربی، انگلستان
- EGNO – فرودگاه وارتون – Preston، انگلستان
- EGNR (CEG) – فرودگاه هاواردن – چستر، انگلستان
- EGNS (IOM) – فرودگاه جزیره من – جزیره من
- EGNT (NCL) – فرودگاه نیوکاسل – نیوکاسل، انگلستان
- EGNU – فرودگاه صحرایی فول ساتن – یورک، انگلستان
- EGNV (MME) – فرودگاه درم تیز ولی – Tees Valley، انگلستان
- EGNW – فرودگاه ویکنبی – لینکلن، انگلستان، انگلستان
- EGNX (EMA) – فرودگاه ایست میدلند – میدلند شرقی، انگلستان
- EGNY – فرودگاه صحرایی بورلی/لینلی هیل – بورلی، انگلستان
- EGOD – فرودگاه ال لانبدر – Llanbedr، ولز
- EGOE – فرودگاه نیروی هوایی سلطنتی ترنهیل – Ternhill، انگلستان
- EGOQ – فرودگاه نیروی هوایی سلطنتی مونا – انگلسی، ولز
- EGOS – فرودگاه نیروی هوایی سلطنتی شاوبری – Shawbury، انگلستان
- EGOV (HCY) – فرودگاه نیروی هوایی سلطنتی ولی/فرودگاه انگلسی – انگلسی، ولز
- EGOW – فرودگاه نیروی هوایی سلطنتی وودویل – Formby، انگلستان
- EGPA (KOI) – فرودگاه کرکوال – Kirkwall، اسکاتلند
- EGPB (LSI) – فرودگاه سومبرگ – شتلند، اسکاتلند
- EGPC (WIC) – فرودگاه ویک – Wick، اسکاتلند
- EGPD (ABZ) – فرودگاه آبردین – ابردین، اسکاتلند
- EGPE (INV) – فرودگاه اینورنس – اینورنس، اسکاتلند
- EGPF (GLA) – فرودگاه بین‌المللی گلاسگو – گلاسگو، اسکاتلند
- EGPG – فرودگاه کومبرناولد – کامبرنولد، اسکاتلند
- EGPH (EDI) – فرودگاه ادینبرو – ادینبرو، اسکاتلند
- EGPI (ILY) – فرودگاه ایسلی – Islay، اسکاتلند
- EGPJ – فرودگاه فیفه – گلنراتیس، اسکاتلند
- EGPK (PIK) – فرودگاه گلاسگو پرستویک – گلاسگو، اسکاتلند
- EGPL (BEB) – فرودگاه بنبکولا – Benbecula، اسکاتلند
- EGPM (SCS) – فرودگاه سکتستا – لرویک، اسکاتلند
- EGPN (DND) – فرودگاه داندی – داندی، اسکاتلند
- EGPO (SYY) – فرودگاه استورنووی – Stornoway، اسکاتلند
- EGPR (BRR) – فرودگاه اسکاتلند، بارا – Barra، اسکاتلند
- EGPT (PSL) – فرودگاه پرث، اسکاتلند – پرت (اسکاتلند)، اسکاتلند
- EGPU (TRE) – فرودگاه تایری – Tiree، اسکاتلند
- EGPY – فرودگاه نیروی هوایی سلطنتی دونردی – اسکاتلند
- EGQK (FSS) – فرودگاه نیروی هوایی سلطنتی کینلاس – Kinloss، اسکاتلند
- EGQL (ADX) – فرودگاه نیروی هوایی سلطنتی لوچارس – Leuchars، اسکاتلند
- EGQM – RAF Boulmer – آلنویک، انگلستان
- EGQS (LMO) – فرودگاه نیروی هوایی سلطنتی لاسیماوث – Lossiemouth، اسکاتلند
- EGSA – Shipdham Airport – Shipdham، انگلستان
- EGSB – Bedford Castle Mill Airport – بدفورد، انگلستان، انگلستان
- EGSC (CBG) – فرودگاه کمبریج – کمبریج، انگلستان
- EGSD – فرودگاه گریت یارموث–نرث دنس – گریت یارموث، انگلستان
- EGSE (IPW) – فرودگاه ایپسوییچ (closed 1998) – ایپسوییچ، انگلستان
- EGSF (XHV) – فرودگاه تجاری پیترزبورگ – پیتربورو، انگلستان
- EGSG – فرودگاه استاپلفورد – رامفورد، انگلستان
- EGSH (NWI) – فرودگاه بین‌المللی نوریچ – نوریچ، انگلستان
- EGSJ – فرودگاه سیتهینگ – نوریچ، انگلستان
- EGSK – Hethel Airfield – Hethel، انگلستان
- EGSL – فرودگاه اندروسفیلد – Braintree، انگلستان
- EGSM – فرودگاه بکلس – بکلس، انگلستان
- EGSN – فرودگاه بورن – کمبریج، انگلستان
- EGSO – Crowfield Airfield – ایپسوییچ، انگلستان
- EGSP – فرودگاه پیترزبورگ/سیبون – پیتربورو، انگلستان
- EGSQ – فرودگاه کلکتن – کلکتون-آن-سی، انگلستان
- EGSR – فرودگاه صحرایی ارلز کولن – هالستید، اسکس، انگلستان
- EGSS (STN) – فرودگاه استانستد لندن – لندن، انگلستان
- EGST – Elmsett Airport – ایپسوییچ، انگلستان
- EGSU (QFO) – Duxford – کمبریج، انگلستان
- EGSV – فرودگاه اولد بوکنهام – نوریچ، انگلستان
- EGSX – فرودگاه صحرایی ویلد – North Weald، انگلستان
- EGSY (SZD) – فرودگاه و بالگردگاه شهر شفیلد (closed in April 2008) – شفیلد، انگلستان
- EGTB – پارک پروازی وایکامب – های وایکام، انگلستان
- EGTC – فرودگاه کرنفیلد – Cranfield، انگلستان
- EGTD – Dunsfold Aerodrome – Dunsfold، انگلستان
- EGTE (EXT) – فرودگاه بین‌المللی اکستر – اکستر، انگلستان
- EGTF (FRK) – فرودگاه فیراوکس – Chobham، انگلستان
- EGTG (FZO) – فرودگاه بریستول – فیلتون، انگلستان
- EGTH (HTF) – فرودگاه هتفیلد (closed) – Hatfield، انگلستان
- EGTI – Leavesden Aerodrome (closed) – واتفورد، انگلستان
- EGTK (OXF) – فرودگاه آکسفورد لندن – آکسفورد، انگلستان
- EGTN Enstone Airfield - Enstone، انگلستان
- EGTO (RCS) – فرودگاه روچستر (انگلستان) – Rochester، انگلستان
- EGTP – فرودگاه صحرایی پرانپورت – Perranporth، انگلستان
- EGTR (ETR) – فرودگاه صحرایی الستری – واتفورد، انگلستان
- EGTU – فرودگاه دونکسول – هونیتون، انگلستان
- EGTW – Oaksey Park Airport – Oaksey، انگلستان
- EGUB (BEX) – فرودگاه نیروی هوایی سلطنتی بنسون – بنسون، انگلستان
- EGUD (ABB) – فرودگاه نیروی هوایی سلطنتی ابینگدون – ابینگدن، آکسفوردشایر، انگلستان
- EGUL (LKZ) – فرودگاه نیروی هوایی سلطنتی لیکن‌هیث – Lakenheath، انگلستان
- EGUN (MHZ) – فرودگاه نیروی هوایی سلطنتی میلدنهال – Mildenhall، انگلستان
- EGUO – فرودگاه صحرایی کولرن – Colerne، انگلستان
- EGUW – فرودگاه نیروی هوایی سلطنتی واتیشام – استومارکت، انگلستان
- EGUY (QUY) – فرودگاه نیروی هوایی سلطنتی ویتون – St Ives، انگلستان
- EGVA (FFD) – فرودگاه نیروی هوایی سلطنتی فیرفورد – فایرفورد، انگلستان
- EGVN (BZZ) – فرودگاه نیروی هوایی سلطنتی بریتز نورتون – Brize Norton، انگلستان
- EGVO (ODH) – فرودگاه نیروی هوایی سلطنتی اودیهام – Odiham، انگلستان
- EGVP – AAC Middle Wallop Airfield – Andover، انگلستان
- EGWA (ADV) - RAF Andover (airfield no longer operated) - Andover، انگلستان
- EGWC – فرودگاه نیروی هوایی سلطنتی کاسفورد – Albrighton، انگلستان
- EGWE – فرودگاه نیروی هوایی سلطنتی هنلو – Henlow، انگلستان
- EGWN – فرودگاه نیروی هوایی سلطنتی هالتون – Halton، انگلستان
- EGWU (NHT) – فرودگاه نیروی هوایی سلطنتی نورثولت – رایسلیپ، انگلستان
- EGXC (QCY) – فرودگاه نیروی هوایی سلطنتی کانینگسبی – Coningsby، انگلستان
- EGXD – فرودگاه نیروی هوایی سلطنتی دیشفورث – یورک‌شایر شمالی، انگلستان
- EGXE – فرودگاه نیروی هوایی سلطنتی لیمینگ – Leeming Bar، انگلستان
- EGXG – فرودگاه نیروی هوایی سلطنتی چرچ فنتون – Church Fenton، انگلستان
- EGXH (BEQ) – فرودگاه نیروی هوایی سلطنتی هانینگتون – تتفورد، انگلستان
- EGXP (SQZ) – فرودگاه نیروی هوایی سلطنتی اسکامپتون – Scampton، انگلستان
- EGXT – فرودگاه نیروی هوایی سلطنتی ویترینگ – Stamford، انگلستان
- EGXU (HRT) – فرودگاه نیروی هوایی سلطنتی لینتون-آن-اوز – Linton-on-Ouse، انگلستان
- EGXW (WTN) – فرودگاه نیروی هوایی سلطنتی ودینگتون – Waddington، انگلستان
- EGXY – فرودگاه نیروی هوایی سلطنتی سایرستون – نیوارک-آن-ترنت، انگلستان
- EGXZ – فرودگاه نیروی هوایی سلطنتی تاپکلیف – Topcliffe، انگلستان
- EGYC (CLF) – فرودگاه نیروی هوایی سلطنتی کولتیشال – نوریچ، انگلستان
- EGYD – فرودگاه نیروی هوایی سلطنتی کرانول – Cranwell، انگلستان
- EGYE – فرودگاه نیروی هوایی سلطنتی بارکستون هیث – گرانتهام، انگلستان
- EGYM (MRH) – فرودگاه نیروی هوایی سلطنتی مارهام – Marham، انگلستان
- EGYP (MPN) – فرودگاه نیروی هوایی سلطنتی ماونت پلزنت – جزایر فالکلند (note: not in کد فرودگاهی ایکائو series)

## EH -هلند
همچنین رده و فهرست را ببینید.
- EHAM (AMS) – فرودگاه اسخیپهول آمستردام – هارلمرمیر, near آمستردام
- EHBD – فرودگاه کمپن – Weert
- EHDB – KNMI – De Bilt
- EHBK (MST) – فرودگاه ماستریخت آخن – ماستریخت
- EHDL – پایگاه هوایی دیلن – Deelen
- EHDP – پایگاه هوایی دپیل – ونری
- EHDR – فرودگاه دراختن – دراختن
- EHEH (EIN) – فرودگاه آیندهوون – آیندهوون
- EHGG (GRQ) – فرودگاه خرونینگن ایلده – Eelde
- EHGR (GLZ) – پایگاه هوایی خیلزه-رین – Gilze and Rijen
- EHHO – فرودگاه هوخه‌فین – هوخه‌فین
- EHHV – فرودگاه هیلفرسوم – هیلفرسوم
- EHKD (DHR) – فرودگاه دکوی – فرودگاه دکوی
- EHVK (UDE) – پایگاه هوایی فولکل – یودن
- EHLE (LEY) – فرودگاه لیلی‌استاد – لیلی‌استاد
- EHLW (LHW) – پایگاه هوایی لیواردن – لیوواردن
- EHMC – ایستگاه کنترل عملیات هوایی نیومیلیخن – Nieuw-Milligen
- EHMZ – فرودگاه میدن-زیلاند – میدل‌بورخ، زیلاند
- EHOW – فرودگاه اوست‌ولد – Scheemda
- EHRD (RTM) – فرودگاه روتردام دی‌هیگ – روتردام
- EHSB (SSB) – پایگاه هوایی سوستربرخ – Soesterberg
- EHSE – فرودگاه سپه – Hoeven
- EHST – فرودگاه استادس‌کانال – Stadskanaal
- EHTE – فرودگاه توخه – دفنتر
- EHTL – فرودگاه ترلت – فرودگاه ترلت
- EHTW (ENS) – فرودگاه تونته انسخده – انسخده
- EHTX – فرودگاه بین‌المللی تسل – تسل
- EHVB – پایگاه هوایی دریایی فالکن‌بورخ – Valkenburg
- EHVE - ترافیک‌پورت فنلو - Someren near فنلو
- EHWO (WOE) – پایگاه هوایی وونسدرخت – Woensdrecht
- EHYP - Ypenburg Airbase - لاهه (closed 1991)

## EI -ایرلند
همچنین رده و فهرست را ببینید.
- EIAB – فرودگاه اببیشرول – ابیشرول، شهرستان لانگفورد
- EIBN (BYT) – فرودگاه بانتری – Bantry، شهرستان کورک
- EIBR – فرودگاه بیر – Birr، افلی
- EICA (NNR) – فرودگاه کانمارا – Inverin، Connemara
- EICB - Castlebar Airport - کسلبار، شهرستان مایو
- EICK (ORK) – فرودگاه کرک – کورک
- EICL – فرودگاه صحرایی کلونبالگ – Clonbullogue، افلی
- EICM (GWY) – فرودگاه گالوی – Carnmore، شهرستان گالوی
- EICN – فرودگاه کوناگ – لیمرک، شهرستان لیمریک
- EIDL (CFN) – فرودگاه دونیگل – Carrickfinn، شهرستان دانیگول
- EIDW (DUB) – فرودگاه دوبلین – دوبلین
- EIIM (IOR) – فرودگاه اینیشمور (Kilronan Airport) – Kilronan، شهرستان گالوی
- EIKL (KKY) – فرودگاه کیلکنی – کیلکنی، County Kilkenny
- EIKN (NOC) – فرودگاه ایرلند غربی – Knock، شهرستان مایو
- EIKY (KIR) – فرودگاه کری (Farranfore Airport) – Farranfore، شهرستان کری
- EIME – فرودگاه کیسمنت – Baldonnel
- EIMG – پایگاه هوایی مانیگل – Moneygall، افلی
- EIMH - Athboy Airfield - Athboy، کانتی میث
- EIMY – فرودگاه موین – Thurles، شهرستان تیپراری
- EINN (SNN) – فرودگاه شنن – Shannon، شهرستان کلر
- EIRT - فرودگاه رثکول - فرودگاه رثکول (Ráth Chúil), شهرستان کورک (Contae Chorcaí)
- EISG (SXL) – فرودگاه اسلایگو – Strandhill, near اسلایگو
- EIWF (WAT) – فرودگاه واترفورد – واترفورد
- EIWT (WST) – فرودگاه وستون – لیکسلیپ، شهرستان کیلدر

## EK -دانمارکوجزایر فارو

### دانمارک
همچنین رده و فهرست را ببینید.
- EKAH (AAR) – فرودگاه آرهوس – Tirstrup near آرهوس
- EKBI (BLL) – فرودگاه بیلاند – Billund
- EKCH (CPH) – فرودگاه کپنهاگ – Kastrup near کپنهاگ
- EKEB (EBJ) – فرودگاه اسبیرگ – اسبیرگ
- EKHG – فرودگاه هرنینگ – هرنینگ
- EKKA (KRP) – فرودگاه کاروپ – Karup
- EKLV – فرودگاه لمویگ – Lemvig
- EKMB (MRW) – فرودگاه لولند فالستر – Maribo
- EKOD (ODE) – فرودگاه اودنسا – ادنسه
- EKRD – فرودگاه راندرز – راندرس
- EKRK (RKE) – فرودگاه راسکیلد – Tune near راسکیله
- EKRN (RNN) – فرودگاه برنهلم – Rønne
- EKSB (SGD) – فرودگاه سوندربورگ – Sønderborg
- EKSN (CNL) – فرودگاه سیندل – Sindal
- EKSP (SKS) – فرودگاه ووینس – Vojens
- EKSV (SQW) – فرودگاه اسکیوه –Skive
- EKTS (TED) – فرودگاه تیستد – Thisted
- EKVH – Vesthimmerland Airport – Aars
- EKVJ (STA) – فرودگاه استانینگ وستجیلند – Skjern
- EKYT (AAL) – فرودگاه آلبورگ – آلبورگ
- EKVD (VDP) – Vamdrup Airport – کولدینگ

### جزایر فارو
همچنین رده و فهرست را ببینید.
- EKVG (FAE) – فرودگاه واگار – جزایر فارو
- EKFA Froðba Heliport – جزایر فارو
- EKKV Klaksvík Heliport – جزایر فارو
- EKMS Mykines Heliport – جزایر فارو
- EKSY Skúvoy Heliport – جزایر فارو
- EKSR Stóra Dímun Heliport – جزایر فارو
- EKSO Svínoy Heliport – جزایر فارو
- EKTB Tórshavn/Bodanes Heliport – جزایر فارو

## EL -لوکزامبورگ
همچنین رده و فهرست را ببینید.
- ELLX (LUX) – فرودگاه لوگزامبورگ - فیندل – لوکزامبورگ
- ELMD – Medernach Ulmodrome (Kitzebour Ultralight Airfield) – Medernach
- ELNT – Noertrange Airfield (Wiltz-Noertrange Airfield) – Noertrange / ویلتز
- ELUS – Useldange Glider Field – اوزلدانژ

## EN -نروژ
همچنین [[:رده: فرودگاه‌های [نروژ|رده]] و [[فهرست فرودگاه‌های [نروژ|فهرست]] را ببینید.
- ENAL (AES) – فرودگاه ویگرا آلسوند – السوند، مور او رومسدال
- ENAN (ANX) – فرودگاه اندنس اندیا – اندینس، نوردلند
- ENAS – فرودگاه هامنرابن نی-السوند – Ny-Ålesund، سوالبارد
- ENAT (ALF) – فرودگاه آلتا – Alta، فینمارک
- ENBJ – Bear Island (Bjørnøya), شمالگان
- ENBL (FDE) – فرودگاه فروده، برینگلند – فورده، سون اوگ فوردان
- ENBM – فرودگاه وس بموئن – Voss، هوردالاند
- ENBN (BNN) – فرودگاه برونوی‌سوند – Brønnøysund، نوردلند
- ENBO (BOO) – فرودگاه بودو – بودو، نروژ، نوردلند
- ENBR (BGO) – فرودگاه فلسلند برگن – برگن، هوردالاند
- ENBS (BJF) – فرودگاه بتسفیورد – بتسفیورد، فینمارک
- ENBV (BVG) – فرودگاه برلواگ – Berlevåg، فینمارک
- ENCN (KRS) – فرودگاه کریستیان‌ساند کیویک – کریستیان‌ساند، وست آدر
- ENDI (DLD) – فرودگاه ایالو – Geilo، بوسکرود
- ENDR – Draugen – Draugen oil field، دریای نروژ
- ENDU (BDU) – فرودگاه باردوفوس – Bardufoss، ترومز
- ENEG – Hønefoss Airport, Eggemoen – هونفوس، بوسکرود
- ENEN – فرودگاه گرادوسان انگلوی – Engeløy، نوردلند
- ENEV (EVE) – فرودگاه هارستاد/نارویک اونس – Evenes، نوردلند / ترومز
- ENFB (FBU) – Oslo Airport, Fornebu (closed) – اسلو، آکرشوس
- ENFG (VDB) – فرودگاه لیرین فاگرنس – Fagernes، اوپلاند (نروژ)
- ENFL (FRO) – فرودگاه فلورو – فلورا، شهر، سون اوگ فوردان
- ENFR – فریگ – دریای شمال
- ENGA – Gullfaks A – Gullfaks oil field، دریای شمال
- ENGC – Gullfaks C – Gullfaks oil field، دریای شمال
- ENGK - Arendal Executive/Gullknapp Airfield، آرندال، اوست آدر
- ENGM (OSL) – فرودگاه گاردرموئن اسلو – فرودگاه گاردرموئن اسلو (near اسلو), آکرشوس
- ENHA (HMR) – پایگاه هوایی هاماماتسو – هامار، هدمارک
- ENHD (HAU) – فرودگاه هاوگسوند – هوگسوند، روگالاند
- ENHE – Heidrun – Heidrun oil field، دریای شمال
- ENHF (HFT) – فرودگاه هامرفست – هامرفست، فینمارک
- ENHK (HAA) – فرودگاه هاسویک – Hasvik، فینمارک
- ENHN – Elverum Airport, Starmoen – Elverum، هدمارک
- ENHS – Hokksund Airport – Hokksund، بوسکرود
- ENHV (HVG) – فرودگاه هنینگسواگ والان – هنینگسواگ، فینمارک
- ENJA – فرودگاه یان ماین – یان ماین
- ENJB – فرودگاه تنسبرگ، ایالشبرگ – تنسبرگ، وستفولد
- ENKB (KSU) – فرودگاه کریستیانسوند کورنبرگت – کریستین‌سون، مور او رومسدال
- ENKJ – فرودگاه کیلر – Kjeller، آکرشوس
- ENKR (KKN) – فرودگاه کرکنس – کیرکنس، فینمارک
- ENLI (FAN) – فرودگاه لیستا فارسوند – فارسون، وست آدر
- ENLK (LKN) – فرودگاه لکنز – Leknes، نوردلند
- ENMH (MEH) – فرودگاه مهامن – Mehamn، فینمارک
- ENML (MOL) – فرودگاه آرو مولده – مولدا، مور او رومسدال
- ENMS (MJF) – فرودگاه موشن کیاشتاد – Mosjøen، نوردلند
- ENNA (LKL) – فرودگاه لکسلو باناک – Lakselv، فینمارک
- ENNK (NVK) – فرودگاه فرامنس نارویک – نارویک، نوردلند
- ENNM (OSY) – فرودگاه هوکنسورا نامسوس – نامسوس، نورد تروندلاگ
- ENNO (NTB) – فرودگاه توون ناتودن – نوتودن، تلمارک
- ENOA – Oseberg A – Oseberg oil field، دریای شمال
- ENOL (OLA) – فرودگاه اورلند مین –, سور تروندلاگ
- ENOP – فرودگاه اوپدال فاگرهاوگ – Oppdal، سور تروندلاگ
- ENOV (HOV) – فرودگاه اورستا-وولدا – اورستا/وولدا، مور او رومسدال
- ENRA (MQN) – فرودگاه مو ای رانا – Mo i Rana، نوردلند
- ENRI – Ringebu Airport, Frya – Ringebu، اوپلاند (نروژ)
- ENRK – Rakkestad Airport – Rakkestad، اوستفولد
- ENRM (RVK) – فرودگاه ارویک، اریوم – Rørvik، نورد تروندلاگ
- ENRO (RRS) – فرودگاه ارواروس – روروس، سور تروندلاگ
- ENRS (RET) – فرودگاه رواست – روست (نروژ)، نوردلند
- ENRV – Reinsvoll Airport – Reinsvoll، اوپلاند (نروژ)
- ENRY (RYG) - فرودگاه موس ریگ - Rygge، اوستفولد
- ENSA – فرودگاه سویا – Sveagruva، سوالبارد
- ENSB (LYR) – فرودگاه لانگیر سوالبارد – لانگیربین، سوالبارد
- ENSD (SDN) – فرودگاه اندا سندن – Sandane، سون اوگ فوردان
- ENSG (SOG) – فرودگاه سونگدل هاوکاسن – Sogndal، سون اوگ فوردان
- ENSH (SVJ) – فرودگاه هلو سلوار – Svolvær، نوردلند
- ENSK (SKN) – فرودگاه اسکاگن استوکمارکنس – Stokmarknes، نوردلند
- ENSN (SKE) – فرودگاه گسترجین اسکین – شین (نروژ)، تلمارک
- ENSO (SRP) – فرودگاه سورستوکن استورد – Leirvik، هوردالاند
- ENSR (SOJ) – فرودگاه سورکیوسن – Nordreisa، ترومز
- ENSS (VAW) – فرودگاه سوارتنس واردو – وردو، فینمارک
- ENST (SSJ) – فرودگاه سندنسیون – Sandnessjøen، نوردلند
- ENSU – Sunndalsøra Airport, Vinnu – Sunndalsøra، مور او رومسدال
- ENTC (TOS) – فرودگاه ترومسا – ترومسا، ترومز
- ENTO (TRF) – فرودگاه ترپ سندفجرد – Sandefjord، وستفولد
- ENUL - Vaksinen Airport - Ulven، هوردالاند
- ENUK (GLL) – فرودگاه گل، کلانتن – Gol، بوسکرود
- ENVA (TRD) – فرودگاه ورنس تروندهایم – Stjørdal، نورد تروندلاگ
- ENVD (VDS) – فرودگاه وادسو – وادسو، فینمارک
- ENVR (VDS) – بالگردگاه واروی – Værøy، نوردلند
- ENZV (SVG) – فرودگاه سولا استاوانگر – استاوانگر، روگالاند

## EP -لهستان
همچنین رده و فهرست را ببینید.
- EPBY (BZG) – فرودگاه ایگناسی یان پادرفسکی بیدگوشچ – بیدگوشچ
- EPGD (GDN) – فرودگاه گدایسک لخ والسا – گدانسک
- EPKK (KRK) – فرودگاه بین‌المللی جان پل دوم کراکوف-بالیس – کراکوف
- EPKT (KTW) – فرودگاه بین‌المللی کاتوویتس – کاتوویتس
- EPLL (LCJ) – فرودگاه لودز لوبلینک (formerly Łódź-Lublinek Airport) – ووج
- EPLB (LUZ) – فرودگاه لوبلین – لوبلین
- EPMO (WMI) – فرودگاه وارساو مادلن – Nowy Dwór Mazowiecki
- EPOK (QYD) – فرودگاه گدیانا بابیه دویی – گدنیا
- EPPO (POZ) – فرودگاه پوزنان-لاویکا – پوزنان
- EPRZ (RZE) – فرودگاه رزسزاوشو-جسینکا – ژشوف
- EPSC (SZZ) – فرودگاه سولیدارنوشج شچچن-جولینیو – شچچین
- EPSY (SZY) – فرودگاه بین‌المللی ستیزتنو ستیزمان – Szczytno
- EPWA (WAW) – فرودگاه شوپن ورشو (formerly Okecie International Airport) – ورشو
- EPWR (WRO) – فرودگاه وروتسواف کوپرنیکوس – وروتسواف
- EPZG (IEG) – فرودگاه ژلونا گورا – ژلونا گورا
- EPTO – فرودگاه ترونی

## ES -سوئد
همچنین رده و فهرست را ببینید.
- ESCF – Malmen Air Base – لینشوپینگ
- ESCK – Bråvalla Air Base (closed) – نورکوپینگ
- ESCM – فرودگاه آرنا (F 16) – اوپسالا
- ESCN – Tullinge Airport (closed) – استکهلم
- ESDF (RNB) – فرودگاه رونیبه (F 17) – رونیبه
- ESFA – Bokeberg Airport – هسلهولم
- ESFH – Hasslösa Air Base (closed) – Hasslösa
- ESFI – Knislinge Air Base (closed) – Knislinge
- ESFJ – Sjöbo Air Base – کخبو
- ESFM – Moholm Air Base (closed) – Moholm
- ESFQ – Kosta Air Base (closed) – Kosta
- ESFR – Råda Air Base – Råda
- ESFS – Sandvik Airport – سندویک
- ESFU – Uråsa Air Base (closed) – وکفو
- ESFY – Byholma Air Base – Byholma
- ESGA – Backamo Airport – اودولا
- ESGC – Ålleberg Airport – Ålleberg
- ESGD – Bämmelshed Airport – تدهولم
- ESGE – Viared Airport – بوروس
- ESGF – Morup Airport – فلکنبی
- ESGG (GOT) – فرودگاه گتهنبورگ-لاندوتر – گوتنبورگ
- ESGH – Herrljunga Airport – Herrljunga
- ESGI – Alingsås Airport – الینساوس
- ESGJ (JKG) – فرودگاه یونشوپینگ – یونشوپینگ
- ESGK – Falköping Airport – فالشوپینگ
- ESGL (LDK) – فرودگاه لیدکوپینگ-هابی – لیدشوپینگ
- ESGM – Öresten Airport – Öresten
- ESGN – Brännebrona Airport – Götene
- ESGP (GSE) – فرودگاه گاتنبرگ ستی (Säve) – گوتنبورگ
- ESGR (KVB) – Skövde Airport – کوده
- ESGS – Näsinge Airport – سترومستد
- ESGT (THN) – فرودگاه ترولهتن ونشبوی – ترولتتان / ونشبوی
- ESGU – Rörkärr Airport – اودولا
- ESGV – Varberg Airport – واربره
- ESGY – Säffle Airport – سفله
- ESIA – Karlsborg Air Base – Karlsborg
- ESIB –  Såtenäs Air Base  – Såtenäs
- ESKA – پایگاه هوایی گیمو – Gimo
- ESKB – فرودگاه بارکاربی – استکهلم
- ESKC – Sundbro Airport – Sundbro
- ESKD – Dala-Järna Airport – Dala-Järna
- ESKG – Gryttjom Airport – Gryttjom
- ESKH – Ekshärad Airport – Ekshärad
- ESKK (KSK) – Karlskoga Airport – کلسکوگا
- ESKM (MXX) – فرودگاه مورا-سیلیان – Mora
- ESKN (NYO) – فرودگاه استکهلم-اسکاوستا – استکهلم / نیشوپینگ
- ESKO – Munkfors Airport – Munkfors
- ESKS – Strangnas Air Base (closed) – استرنگنس
- ESKT – Tierp Airport – تیرپ
- ESKU – Sunne Airport – Sunne
- ESKV – Arvika-Westlanda Airport – ارویکا
- ESKX – Björkvik Air Base (closed) – Björkvik
- ESMA – Emmaboda Airport – Emmaboda
- ESMB – Borglanda Airport – Borglanda
- ESMC – Ränneslätt Airport – اکشو
- ESMD – Vankiva Airport – هسلهولم
- ESME – Eslöv Airport – اسلو (سوئد)
- ESMF – Fagerhult Airport – Fagerhult
- ESMG – Feringe Airport – لئونبه (سوئد)
- ESMH – Höganäs Airport – هوگانس
- ESMI – Sövdeborg Airport – Sövdeborg
- ESMJ – Kågeröd Airport – Kågeröd
- ESMK (KID) – فرودگاه کریتمسته – کریتمسته
- ESML – Landskrona Airport – لاندسکرونا
- ESMN – فرودگاه لوند – لوند
- ESMO (OSK) – فرودگاه اسکارشمن – اوسکرشهم
- ESMP – Anderstorp Airport – Anderstorp
- ESMQ (KLR) – فرودگاه کلمر – کلمر (سوئد)
- ESMR – Trelleborg Airport (Maglarp Airport) – ترلبورگ
- ESMS (MMX) – فرودگاه مالمو – مالمو
- ESMT (HAD) – فرودگاه هل کریک – هالمستاد
- ESMU – Möckeln Airport – المهولت
- ESMV – Hagshult Air Base – Hagshult
- ESMW – Tingsryd Airport (closed) – Tingsryd
- ESMX (VXO) – فرودگاه واژو-اسمالند (Kronoberg Airport) – وکفو
- ESMY – Smålandsstenar Airport – Smålandsstenar
- ESMZ – Ölanda Airport – Ölanda
- ESNA – Hallviken Airport – Hallviken
- ESNB – Sollefteå Airport – سولفتئو
- ESNC – Hedlanda Airport – Hede
- ESND (EVG) – فرودگاه سوگ – Sveg
- ESNE – Överkalix Airport – Överkalix
- ESNF – Farila Air Base – Farila
- ESNG (GEV) – فرودگاه یالیوره – یالیوره
- ESNH (HUV) – Hudiksvall Airport – هودیکسوال
- ESNI – Kubbe Air Base (closed) – Kubbe
- ESNJ – Jokkmokk Air Base – Jokkmokk
- ESNK (KRF) – فرودگاه کرامفوش – کرامفوش / سولفتئو
- ESNL (LYC) – فرودگاه لیکسل – لیکسیله
- ESNM – Optand Airport – Optand
- ESNN (SDL) – فرودگاه ساندسول-هرنوسند – ساندسول / هرنوسند
- ESNO (OER) – فرودگاه اورنسکولدسویک – اونخلمسدیک
- ESNP – Piteå Airport – پیته‌آ
- ESNQ (KRN) – فرودگاه کیرونا – کیرونا
- ESNR – Orsa Airport – اوقشا
- ESNS (SFT) – فرودگاه کخلفتئا – کخلفتئا
- ESNT – Sattna Air Base (closed) – Sattna
- ESNU (UME) – فرودگاه اومئا – اومئا
- ESNV (VHM) – فرودگاه ویلیلمینا – Vilhelmina
- ESNX (AJR) – فرودگاه ارویدسیاور – Arvidsjaur
- ESNY (SOO) – Söderhamn Airport – Söderhamn
- ESNZ (OSD) – فرودگاه آره اوستشوند (F4 Frösön Air Base) – اوستشوند
- ESOE (ORB) – فرودگاه اوربرو – اوربرو
- ESOH (HFS) – Hagfors Airport – هاگفوش
- ESOK (KSD) – فرودگاه کارلشته – کارلشته
- ESOL – Lemstanäs Airport – Storvik
- ESOW (VST) – فرودگاه استکهلم-واستراس (Hässlö, former F1) – استکهلم / وستروس
- ESPA (LLA) – فرودگاه لوله‌آ (Kallax Air Base) – لولئا
- ESPE – پایگاه هوایی ویدسیل – Vidsel
- ESPG – Boden Army Air Base (closed) – Boden
- ESPJ – Heden Air Base (closed) – Heden
- ESQO – فرودگاه اربوگا – اربوگا
- ESQP – Berga Airport (closed) – Berga
- ESSA (ARN) – فرودگاه استکهلم-آرلاندا – استکهلم
- ESSB (BMA) – فرودگاه استکهلم-بروما – استکهلم
- ESSC – Ekeby Airport – اسکیلستونا
- ESSD (BLE) – فرودگاه دالا – بورلنیه
- ESSE – Skå-Edeby Airport – استکهلم
- ESSF (HLF) – فرودگاه هولتسفرد – هولتسفرد / ویمربه
- ESSG – Ludvika Airport – لودویکه
- ESSH – Laxå Airport – Laxå
- ESSI – Visingsö Airport – Visingsö
- ESSK (GVX) – Gävle-Sandviken Airport – یوله / ساندویکن
- ESSL (LPI) – فرودگاه لینکوپینگ سی‌تی – لینشوپینگ
- ESSM – Brattforsheden Airport – Brattforsheden
- ESSN – Norrtälje Airport – نورتلیه
- ESSP (NRK) – Kungsängen Airport – نورکوپینگ
- ESST (TYF) – فرودگاه تورزبی (Fryklanda Airport) – Torsby
- ESSU (EKT) – فرودگاه اسکیلستونا – اسکیلستونا
- ESSV (VBY) – فرودگاه ویزبه – ویزبه
- ESSW (VVK) – Västervik Airport – وستویک
- ESSX – Johannisberg Airport – وستروس
- ESSZ – Vängsö Airport – Vängsö
- ESTA (AGH) – فرودگاه آنگلهولم-هلسینگبورگ – انگلهولم / هلسینگبورگ
- ESTF – Fjallbacka Airport – Fjällbacka
- ESTG – Grönhögen Airport – Grönhögen
- ESTL – Ljungbyhed Airport – Ljungbyhed
- ESTO – Tomelilla Airport – توملیلا
- ESTT – فرودگاه ولینیه – ولینیه
- ESUA – Åmsele Air Base (closed) – Åmsele
- ESUB – Arbrå Airport – Arbrå
- ESUD (SQO) – فرودگاه استرومن – Storuman
- ESUE (IDB) – Idre Airport – Idre
- ESUF – Fallfors Air Base (closed) – Fallfors
- ESUG – Gargnäs Airport – Gargnäs
- ESUH – Myran Airport – هرنوسند
- ESUI – Mellansel Airport – Mellansel
- ESUJ – Tälje Airport – Ånge
- ESUK – Kalixfors Army Air Base – Kalixfors
- ESUL – Ljusdal Airport – یوسدال
- ESUM – Mohed Airport – Mohed
- ESUO – Oviken Airport – یمتلاند
- ESUP (PJA) – فرودگاه پاجالا – Pajala
- ESUR – Ramsele Airport – Ramsele
- ESUS – Åsele Airport – Åsele
- ESUT (HMV) – فرودگاه هماوان – Hemavan
- ESUV – Älvsbyn Airport – Älvsbyn
- ESUY – Edsbyn Airport – Edsbyn
- ESVA – Avesta Airport – Avesta
- ESVB – Bunge Airport – Bunge
- ESVG – Gagnef Airport – Gagnef
- ESVH – Hällefors Airport – Hällefors
- ESVK – Katrineholm Airport – کاترینهولم
- ESVM – Skinnlanda Airport – مالونگ
- ESVQ – Köping Airport – Köping
- ESVS – Siljansnäs Airport – Siljansnäs

## EV -لتونی
همچنین رده و فهرست را ببینید.
- EVAD – فرودگاه صحرایی اداذی – Ādaži
- EVDA (DGP) – فرودگاه بین‌المللی داوگافپیلس – دوگاپیلس
- EVEA – پایگاه هوایی یلگاوا – یلگاوا
- EVFA – پایگاه هوایی واینود – Vaiņode
- EVGA – پایگاه هوایی لیلوارده – لیلوارده
- EVKA – پایگاه هوایی یکابپیلس – یکابپیلس
- EVLA (LPX) – فرودگاه بین‌المللی لیه‌پاجه – لیپایا
- EVRA (RIX) – فرودگاه بین‌المللی ریگا – ریگا
- EVRC – پایگاه هوایی رومبولا – ریگا
- EVRS – فرودگاه اسپلایو – ریگا
- EVSM – M-Sola Heliport – لیلوارده
- EVTA – پایگاه هوایی توکومس – توکومس
- EVVA (VNT) – فرودگاه بین‌المللی ونتس‌پیلز – ونتسپیلس

## EY -لیتوانی
همچنین رده و فهرست را ببینید.
- EYAL – Alytus Airport – الیتاس
- EYBI – Biržai Airport – بیرزای
- EYJB – Jurbarkas Airport – یوربارکاس
- EYKA (KUN) – فرودگاه کاناس – کاوناس
- EYKD – Kėdainiai Airport – کداینیای
- EYKG – Kaunas/Gamykla Airport – کاوناس
- EYKL (KLJ) – فرودگاه کلایپدا – کلایپدا
- EYKR – پایگاه هوایی کازلو رودا (Military) – کازلو رودا
- EYKS – فرودگاه سنت داریوش و سنت گریناس – کاوناس
- EYKT – Kartena Airport – Kartena
- EYMA – Tirkšliai Airport – Tirkšliai
- EYMM – Sasnava Airport – Sasnava
- EYNA – Akmenė Airport – آکمنه
- EYND – فرودگاه نیدا – Nida
- EYNE – Nemirseta Airport – Nemirseta
- EYPA (PLQ) – فرودگاه بین‌المللی پالانگا – پالانگا
- EYPI – Panevėžys/Istra Airport – پانه‌وژیس
- EYPK – Pikeliškės Airport – Pikeliškės
- EYPN – Panevėžys Airport – پانه‌وژیس
- EYPP (PNV) – پایگاه هوایی پنویژیس (Military) – Pajuostis
- EYPR – فرودگاه پوچیئونای – Pociūnai
- EYRK – Rokiškis Airport – روکیشکیس
- EYRU – فرودگاه جوناوا – یوناوا
- EYSA (SQQ) – فرودگاه بین‌المللی سیاولیی (Civil/Military) – شاولیای
- EYSB (HLJ) – Barysiai Airport (Civil/Military) – Barysiai
- EYSE – Šeduva Airport – شدووا
- EYSI – Šilutė Airport (Military) – شیلوته
- EYTR – Tauragė Airport – تاوراگه
- EYTL – Telšiai Airport – تلشیای
- EYUT – Utena Airport – Utena
- EYVA – Vilnius (MOT/CAD)
- EYVC – Vilnius (ACC/FIC/COM/RCC)
- EYVI (VNO) – فرودگاه بین‌المللی ویلنیوس – ویلنیوس
- EYVK – Kyviškės Airport (Military) – Kyviškės
- EYVL – Vilnius (FIR)
- EYVN – Vilnius (NOF/AIS)
- EYVP – Paluknys Airport – Paluknys
- EYZA – Zarasai Airport – زاراسیای
- EYZE – Žekiškės Airport – Žekiškės